# Соу, Самба
Самба Соу (фр. Samba Sow; 29 апреля 1989, Бамако, Мали) — малийский футболист, полузащитник. Выступал за сборную Мали.

## Биография
В 12 лет переехал вместе с семьёй из столицы Мали во Францию.

### «Ланс»
Начинал карьеру во французском «Лансе». Дебютировал 22 мая 2009 года в домашнем матче Лиги 2 против клуба «Булонь» (0:1) — вышел в стартовом составе и был заменен на 66 минуте. Это был единственный матч в сезоне 2009/10.
В следующем сезоне клуб стартовал в Лиге 1. Соу дебютировал в чемпионате 15 августа 2009 года в домашнем матче против «Осера» (2:0), выйдя на замену на 89 минуте вместо Деяна Миловановича. Дебют в стартовом составе состоялся в домашнем матче против «Лилля» (1:1), Самба отыграл весь матч. Первый гол забил в домашнем матче 15 мая 2010 года против «Бордо»(4:3). За сезон провёл 31 матч и забил 1 гол.
В сезоне 2010/11 Соу чаще выходил со скамейки. Лишь два раза за весь сезон вышел в стартовом составе и доиграл игру до конца. Провёл за сезон 10 матчей и получил 3 желтые карточки. По итогам сезона клуб вылетел обратно в Лигу 2.
В следующем сезоне Соу начал больше появляться в стартовом составе, сыграл 23 матча, получил 6 желтых и 1 красную карточку. В сезоне 2012/13 провёл 25 матчей, все в стартовом составе, получил 8 желтых карточек. Всего за «Ланс» провёл 90 матчей, забил один гол.
Летом 2013 Соу перешёл в турецкий «Карабюкспор». По итогам сезона клуб получил права выступить в 3 квалификационным раунде Лиги Европы. По результатом сезона 2014/15 клуб вылетел из элиты турецкого футбола. За «Карабюкспор» Соу провел 60 матчей во всех турнирах и забил один гол.
11 июля 2015 Соу перешёл в «Кайсериспор» на правах свободного агента. Дебютировал в матче против «Трабзонспора». За сезон провёл 24, забил один гол. В сезоне 2016/17 провел 32 матча, забил два гола во всех турнирах.
20 июня 2017 года подписал контракт с московским «Динамо». 25 июня дебютировал за «Динамо» в товарищеском матче против австрийского «Ваккера». После игры наставник команды Юрий Калитвинцев выразил благодарность руководству клуба за подписание игрока. За дебютный сезон провел 24 матча и не забил не одного мяча.
Вызывается в сборную Мали.

## Достижения
«Ланс»
- Победитель французской Лиги 2: 2009

## Статистика за сборную
| 2009  | 1  | 0 |
| 2010  | 1  | 0 |
| 2011  | 4  | 0 |
| 2012  | 6  | 0 |
| 2013  | 6  | 0 |
| 2014  | 1  | 0 |
| 2015  | 3  | 2 |
| Итого | 22 | 2 |

### Голы за сборную
Голы и результаты за Мали.
| #  | Дата           | Место                                      | Соперник | Гол | Результат | Соревнование             |
| -- | -------------- | ------------------------------------------ | -------- | --- | --------- | ------------------------ |
| 1. | 6 июня 2015    | Центр Спортиф Маамора, Сале, Марокко       | Ливия    | 2:1 | 2:2       | Товарищеский матч        |
| 2. | 14 ноября 2015 | Стадион Франсистаун, Франсистаун, Ботсвана | Ботсвана | 2:1 | 2:1       | Отборочные матчи ЧМ-2018 |